# Senghalène
Senghalène (ou Singalene) est un village du Sénégal situé en Basse-Casamance. Il fait partie de la communauté rurale d'Oukout, dans l'arrondissement de Loudia Ouoloff, le département d'Oussouye et la région de Ziguinchor.
Lors du dernier recensement (2002), la localité comptait 496 habitants et 69 ménages.

## Personnalités nées à Senghalène
- Augustin Diamacoune Senghor, leader indépendantiste de la Casamance